# 河鰭公陳
河鰭 公陳（かわばた きんつら）は、江戸時代後期の公卿。父は権大納言中山愛親。権大納言河鰭実祐（1758年－1832年）の養子となる。実子はなく、養子に河鰭実清（権大納言飛鳥井雅威の子だが、17歳で夭折）・河鰭実利（右近少将持明院基敦の子。1800年 - 1850年）がいる。

## 経歴
文化2年（1805年）12月8日に従三位に叙せられる。文化12年（1815年）参議となり、その後、従二位左近権中将まで昇進した。文政2年（1819年）8月22日、47歳で薨去した。

## 系譜
- 父：中山愛親
- 母：今城定種の娘
- 養父：河鰭実祐
- 妻：無
  - 養子：河鰭実清（実父は飛鳥井雅威）
  - 養子：河鰭実利（実父は持明院基敦）